# Manon Pfrunder
Manon Pfrunder (* 1988) ist eine Schweizer Schauspielerin und Theaterregisseurin. Internationale Bekanntheit erlangte sie durch ihre Rolle im Spielfilm Die Schwalbe des syrisch-kurdischen Regisseurs Mano Khalil.

## Leben
Pfrunder wuchs im aargauischen Schafisheim auf und machte an der Stiftsschule Engelberg ihren Schulabschluss. In der Spielzeit 2007/08 absolvierte sie ein Praxisjahr am Züricher Schauspielhaus unter der Theaterregisseurin Annette Raffalt und studierte schließlich von 2008 bis 2011 Schauspiel an der European Film Actor School in Zürich. Bereits zu jener Zeit sammelte sie erste Erfahrungen in der Regie und inszenierte unter anderem am Züricher „Meyer’s Theater“ die Komödie „2 nach Orff“ von Marcus Everding.
Im Anschluss war Manon Pfrunder an der Hochschule für Schauspielkunst „Ernst Busch“ in Berlin, am Heimathafen Neukölln und an der Volksbühne in Berlin tätig, wo sie als Gastregieassistentin unter anderem mit Frank Castorf und Sebastian Klink arbeitete. In der Zeit von 2016 bis 2019 arbeitete sie am Schauspielhaus Zürich als Regieassistentin, u. a. mit Barbara Frey, Werner Düggelin, Milo Rau und Ruedi Häusermann. Allerdings war sie hier auch selbst als Regisseurin tätig. Eigene Regiearbeiten waren in dieser Zeit unter anderem die Stücke „Abendlicht“ nach einer Erzählung von Stephan Hermlin (Spielzeit 2017/18) und in der folgenden Spielzeit „Der Reisende“ von Ulrich Alexander Boschwitz.
Neben ihrer Theaterarbeit ist Manon Pfrunder seit dem Jahre 2013 auch als Filmschauspielerin tätig. 2016 drehte sie mit dem syrisch-kurdischen Regisseur Mano Khalil den Spielfilm „Die Schwalbe“, welcher noch im selben Jahr Eröffnungsfilm der Solothurner Filmtage und für den „Prix de Soleure“ nominiert wurde. In dem letztlich mehrfach preisgekrönten Werk, das unter anderem auch für den Berner Filmpreis nominiert wurde, verkörperte Pfrunder mit der Mira erstmals die Hauptrolle eines Spielfilms, wodurch sie auch internationale Bekanntheit erlangte.

## Inszenierungen (Auswahl)
- 2011/2012: „2 nach Orff“, „Meyer’s Theater“, Zürich
- 2017/18: „Abendlicht“, Schauspielhaus Zürich
- 2018/19: „Der Reisende“, Schauspielhaus Zürich
- 2020/21: „Ode“, Stadttheater Bremerhaven
- 2022/23: „Super High Resolution“, Staatstheater Kassel
- 2023/24: „König Alkohol“, Staatstheater Kassel
- 2022/23: „Olm“, ETA Hoffmann Theater Bamberg

## Filmografie
- „Stop Bath“, Kurzfilm, 2013
- „Vaterjagd“, Fernsehfilm, 2014
- „Die Schwalbe“, Spielfilm, 2016
- „In dir brannte mal ein Feuer“